# Nick Mason
Nicholas Berkeley Mason, CBE (sinh ngày 27 tháng 1 năm 1944) là nghệ sĩ trống người Anh, nổi tiếng trong vai trò là tay trống của ban nhạc progressive rock Pink Floyd.
Mason chính là thành viên duy nhất của Pink Floyd góp mặt trong tất cả các album phòng thu của ban nhạc, và là thành viên cố định duy nhất của ban nhạc từ khi thành lập vào năm 1965. Tính tới năm 2010, ban nhạc đã bán được hơn 250 triệu đĩa trên toàn thế giới, trong đó có hơn 75 triệu đĩa chỉ riêng tại thị trường Mỹ. Cho dù không đóng góp nhiều vào các sáng tác của Pink Floyd, Mason vẫn thường được nhắc tới với 2 ca khúc đồng sáng tác cùng các thành viên khác là "Echoes" và "Time".
Mason cũng nổi tiếng là người đam mê xe cổ. Ông sưu tầm nhiều loại xe và cũng từng thi đấu đua xe chuyên nghiệp.

## Danh sách đĩa nhạc

### Album solo
- Nick Mason's Fictitious Sports (1981)[3]

### Cùng Rick Fenn
- Profiles (1985)[3]
- Life Could Be a Dream (1986, soundtrack)
- White of the Eye (1987, soundtrack)[3]
- Body Contact (1987, soundtrack)
- Tank Malling (1988, soundtrack)

### Cùng Michael Mantler
- The Hapless Child (1976)[4]
- Something There (1982)[4]
- Live (1987)[4]
- Review (2000)
- Concertos (2008)

### Trong vai trò nhà sản xuất
- Screw – Banks of the River / Devil's Hour (1969), đĩa đơn định dạng 10", dưới nghệ danh Shagrat Recs.
- Chimera – Chimera (1969/70; tái bản 2002), cùng Rick Wright và Bob Weston
- Principal Edwards Magic Theatre – The Asmoto Running Band (1971)[4]
- Principal Edwards Magic Theatre – Round One (1974)[4]
- Robert Wyatt – Rock Bottom (1974)[4]
- Gong – Shamal (1976)[4]
- The Damned – Music for Pleasure (1977)[4]
- Steve Hillage – Green (1978); đồng sản xuất cùng Steve Hillage. Mason chơi trống trong ca khúc "Leylines to Glassdom"[4]

### Hợp tác
- Robert Wyatt & Friends - Theatre Royal Drury Lane 8th September 1974 (2008) – cùng Hugh Hopper, Mike Oldfield, Dave Stewart, Fred Frith, Julie Tippetts, Ivor Cutler, etc.

## Sách
- At the Limit: 21 Classic Race Cars That Shaped a Century of Motorsport (cùng Mark Hales): Motorbooks International (1998) ISBN 978-0760305706
- Into the Red: 22 Classic Cars That Shaped a Century of Motor Sport (cùng Mark Hales, 1998), tái bản 2004
- Inside Out: A Personal History of Pink Floyd (2004) [3]
- Passion for Speed: Twenty-Four Classic Cars that Shaped a Century of Motor Sport (cùng Mark Hales): Carlton Books (2010) ISBN 978-1847326393